# Montpellierská církevní provincie

Církevní provincie Montpellier na mapě Francie

Církevní provincie Montpellier je římskokatolickou církevní provincií, ležící v regionu Languedoc-Roussillon ve Francii. V čele provincie stojí arcibiskup–metropolita z Montpellieru. Provincie vznikla 8. prosince 2002, kdy byla povýšena montpellierská diecéze na arcidiecézi. Současným metropolitou je arcibiskup Pierre-Marie Carré.

## Historie
Provincie vznikla spolu s povýšením montpellierské diecéze na metropolitní arcidiecézi 8. prosince 2002, se čtyřmi sufragánními diecézemi. 

## Členění
Území provincie se člení na pět diecézí:
- Arcidiecéze montpellierská, založena ve 3. století, na metropolitní arcidiecézi povýšena 8. prosince 2002
  - Diecéze carcassonsko-narbonská, založena v 3. století
  - Diecéze Mende, založena ve 3., nebo 4. století
  - Diecéze Nîmes, založena v 5. století
  - Diecéze Perpignan-Elne, založena v 6. století